# Antequera, Bohol
Antequera là đô thị hạng 5 ở tỉnh Bohol, Philippines. Theo điều tra dân số năm 2007, đô thị này có dân số 14.357 người.

## Các đơn vị hành chính
Antequera về mặt hành chính được chia thành 21 khu phố (barangay).
| - Angilan - Bantolinao - Bicahan - Bitaugan - Bungahan - Canlaas - Cansibuan - Can-omay - Celing - Danao - Danicop | - Mag-aso - Poblacion - Quinapon-an - Santo Rosario - Tabuan - Tagubaas - Tupas - Obujan - Viga - Villa Aurora |